# Lanatonectria flocculenta
Lanatonectria flocculenta är en svampart som först beskrevs av Henn. & E. Nyman, och fick sitt nu gällande namn av Samuels & Rossman 1999. Lanatonectria flocculenta ingår i släktet Lanatonectria och familjen Nectriaceae.   Inga underarter finns listade i Catalogue of Life.